# Campionato Panamericano 1979 (hockey su pista)
Il campionato panamericano di hockey su pista 1979 è stata la prima edizione dell'omonimo torneo di hockey su pista per squadre nazionali maschili americane. Il torneo si è svolto in Porto Rico a San Juan dall'8 al 12 luglio 1979.
A vincere il torneo fu l'Argentina per la prima volta nella sua storia precedendo in classifica il Brasile.

## Formula
Il campionato panamericano 1979 fu disputato da cinque selezioni nazionali tramite la formula del girone all'italiana con gare di sola andata. Vennero attribuiti due punti per l'incontro vinto, uno per l'incontro pareggiato e zero in caso di sconfitta. La prima squadra classificata venne proclamata vincitrice del torneo.

## Squadre partecipanti
| Squadra     | Partecipazioni precedenti al torneo |
| ----------- | ----------------------------------- |
| Argentina   | Esordiente                          |
| Brasile     | Esordiente                          |
| Cile        | Esordiente                          |
| Porto Rico  | Esordiente                          |
| Stati Uniti | Esordiente                          |

Nota bene: nella sezione "partecipazioni precedenti al torneo" le date in grassetto indicano la squadra che ha vinto quell'edizione del torneo

## Svolgimento del torneo

### Classifica finale
| Pos | Squadra     | Pt | G | V | N | P | GF | GS  | DG   |
| --- | ----------- | -- | - | - | - | - | -- | --- | ---- |
| 1.  | Argentina   | 7  | 4 | 3 | 1 | 0 | 59 | 5   | +54  |
| 2.  | Brasile     | 5  | 4 | 2 | 1 | 1 | 32 | 7   | +25  |
| 3.  | Cile        | 4  | 4 | 2 | 0 | 2 | 26 | 8   | +18  |
| 4.  | Stati Uniti | 4  | 4 | 2 | 0 | 2 | 32 | 11  | +21  |
| 5.  | Porto Rico  | 0  | 4 | 0 | 0 | 4 | 0  | 118 | -118 |

### Risultati
| Data      | Ora | Gara       | Gara | Gara        |
| --------- | --- | ---------- | ---- | ----------- |
| 8 luglio  |     | Argentina  | 5-2  | Cile        |
| 9 luglio  |     | Argentina  | 2-2  | Brasile     |
| 9 luglio  |     | Cile       | 20-0 | Porto Rico  |
| 9 luglio  |     | Porto Rico | 0-25 | Stati Uniti |
| 10 luglio |     | Brasile    | 27-0 | Porto Rico  |

| Data      | Ora | Gara      | Gara | Gara        |
| --------- | --- | --------- | ---- | ----------- |
| 10 luglio |     | Cile      | 4-1  | Stati Uniti |
| 10 luglio |     | Argentina | 46-0 | Porto Rico  |
| 11 luglio |     | Brasile   | 1-5  | Stati Uniti |
| 12 luglio |     | Argentina | 6-1  | Stati Uniti |
| 12 luglio |     | Brasile   | 2-0  | Cile        |